# ناحیه سنجار
ناحیه سنجار (به عربی: ناحیة سنجار) یک ناحیه در سوریه است که در منطقه معره نعمان واقع شده‌است. ناحیه سنجار ۵۹۰٫۰۳ کیلومتر مربع مساحت و ۳۳٬۷۲۱ نفر جمعیت دارد.